# Zabranjena ljubav (5. sezona)
Peta i poslednja sezona serije Zabranjena ljubav je emitovana od 3. oktobra do 3. novembra 2011. godine i broji 46 epizoda.

## Opis
U petoj sezoni Jure je zadavio Karolinu pa je sa Ivicom napustio Zagreb, Angelinu su Dunja i Franjo smestili u ludnicu, a Nada je nakon što joj je Marinko priznao da ju je prevario sa Eleonorom Šarić napustila Zagreb.

## Uloge

### Glavne
- Vesna Tominac Matačić kao Karolina Novak
- Maja Petrin kao Dunja Barišić
- Vladimir Tintor kao Franjo Barišić
- Mario Valentić kao Borna Novak
- Dejan Marcikić kao Igor Carević
- Danira Gović kao Angelina Kovač
- Anđela Ramljak kao Marijana Benčić
- Antonija Šola kao Tina Bauer
- Zoran Gogić kao Jure Šarić
- Lorena Nosić kao Mirna Šarić
- Jozo Šuker kao Antun Benčić
- Robert Plemić kao Luka Laušić
- Frano Lasić kao Marinko Ružić
- Nada Roko kao Nada Barić

### Epizodne
- Anita Beriša kao Petra Novak (epizode 4-11, 13-18, 20, 24-32, 34-38, 40-41, 43-46)
- Mario Mlinarić kao Jakov Barišić (epizode 1, 3-4, 7-14, 18-22, 24-26, 28, 30-37, 42, 44-46)

## Epizode
| Бр. еп. (укупно) | Бр. еп. (у сезони) | Наслов         | Редитељ           | Сценариста | Премијера        |
| --- | ------------------ | -------------- | ----------------- | --- | ---------------- |
| 760 | 1                  | „Epizoda 5.1”  | Dario Juričan     | Ivana Milković, Aleksandar Krištek, Ivan Kovač, Milijan Ivezić, Tomislav Hrpka, Inge Privora, Alan Čubrilo i Ivana Mišetić                  | 3. oktobar 2011  |
| Jure i Karolina nisu bili baš zadovoljni Eleonorinom odlukom da se preseli u Zagreb. Igor je boestan otišao na posao, a tamo ga je Jure izribao jer je zatekao mrtvu kravu jednog od suseda u vinogradu. Tina i Borna su ponovo završili zajedno, a ona je nastavila da ga izaziva kad je posle on došao sa Mirnom kako bi nastavili dalje rad na njenom CD-u. Marijana, Tom i Igor se i dalje leče, a jedan Marijanin pokret je izmamio Igoru osmeh na lice i likovanje pred Tomom. Ivica je odlučio da ne ide na prvih nekoliko časova jer je Lara iznela predlog da pomognu Pavau sa lepljenjem letaka. Kako su im trebala kola da skrate vreme, oni su otišli u dom Šarićevih, ali tamo nije bilo nikoga, međutim, prilika za kola im se ukazala kad je došla Karolina i otišla u kuću, a zaboravila da zaključa kola. Ivica je shvatio da će ponovo nadrljati jer ih je Karolina zatekla u kolima, a prilikom pokušaja "bekstva", Lara je polupala zadnje levo stop-svetlo.Pojava Jakova Barišića. |                    |                |                   | |                  |
| 761 | 2                  | „Epizoda 5.2”  | Bernarda Fruk     | Ivana Milković, Aleksandar Krištek, Milijan Ivezić, Tomislav Hrpka, Inge Privora, Alan Čubrilo, Ivan Kovač, Nenad Antolović i Ivana Mišetić | 4. oktobar 2011  |
| Karolina je dobro izribala Ivicu, Laru i Pavaa zbog kola, a kasnije je za kola saznao i Jure, međutim, Ivica je pokušao da preuzme krivicu mesto Lare, ali je Karolina otkrila istinu. Tina ne prestaje sa izazivanjem Borne pred Mirnom, a kasnije je Mirnu odvela kod Dunje i Angelina na frizuru. Marinko je zamolio Eleonoru da prenese Juretu poziv na večeru za ortake "Globustransa", a Nada ga je posavetovala jedino da se ne razbacuje novcem previše. Kad su Tina i Mirna došle kod Borne posle friziranja, Tini se zamisao o kratkoj Mirninoj kosi obila o glavu jer je Borna bio prezadovoljan Mirninim novim izgledom sa kratkom kosom. Marinko je predložio Eleonori da radi spremanje hrane za "Globustrans" što je ona prihvatila. Tina se vratila besna kući i pozvala Mirnu dok je bila sa Bornom i rekla joj nešto zbog čega je Mirna ljuta otišla od Borne. |                    |                |                   | |                  |
| 762 | 3                  | „Epizoda 5.3”  | Bernarda Fruk     | Ivana Milković, Aleksandar Krištek, Milijan Ivezić, Tomislav Hrpka, Inge Privora, Alan Čubrilo, Ivan Kovač, Nenad Antolović i Ivana Mišetić | 4. oktobar 2011  |
| Borna je pozvao Tinu u sred razgovora sa Mirnom i zapretio joj da ne govori Mirni ništa, ali nije znao da joj je Tina rekla da ju je naterao na lažni brak sa Matetom zbog karijere. Borni je kasnije laknulo kad se Mirna vratila i rekla mu za to. Tom je kupio Marijani haljinu za prijem u "Globustransu" što Igoru nije bilo drago. Karolina je saopštila Juretu da ne želi da se meša njemu i Eleonori oko Ivice. Igor je u vinariji upoznao Eleonoru Šarić i odmah je krenuo da obigrava oko nje, a kad je u kafiću Tom pokušao da omalovaži Igora pred Eleonorom, to mu se obilo o glavu kad je ona pohvalila Igora. Tina je ponovo pokušala da zavede Bornu, a onda je on odlučno uzvratio udarac i pred novinarem, njom, Matetom i Jakovom u kafiću objavio da će Tinina i Matetova svadba biti za dve nedelje. Dok su kuvali, Igor je poljubio Eleonoru.Pojava Jakova Barišića. |                    |                |                   | |                  |
| 763 | 4                  | „Epizoda 5.4”  | Bernarda Fruk     | Ivana Milković, Aleksandar Krištek, Milijan Ivezić, Tomislav Hrpka, Inge Privora, Alan Čubrilo, Ivan Kovač, Nenad Antolović i Ivana Mišetić | 5. oktobar 2011  |
| Eleonora je odbila Igora, a on se izvinio jer je pogrešno shvatio njene gestove. Kasnije je Jureta na lukav način pitao kako bi se on osećao da Eleonora nađe nekog mlađeg muškarca. Jakov nije mogao da prestane da se sprda sa Tinom i Matetom na račun svadbe koju im je Borna zakazao. Dok su sedeli u kafiću, Luki i Petri je jedna žena na par minuta ostavila dete na čuvanje dok je otišla do kupatila, a posle ih je Marinko pred Tomom pohvalio, a njemu poručio da bi bilo bolje da počne da provodi više vremena kod njih dvoje u klubu. Kad im je Mirna pokazala novu frizuru, Ivica je odmah počeo da se sprda na njen račun, Karolini se odmah svidela, a Jure je rekao da mu treba malo vremena da se navikne. Nada i Marinko su uz pomoć Eleonore i Mirne počeli da prave hranu za prijem u "Globustransu". Lara je odvela Ivicu kod sebe, ali je u toku njihovog zabavljanja kući došla njena majka.Pojava Petre Novak i Jakova Barišića. |                    |                |                   | |                  |
| 764 | 5                  | „Epizoda 5.5”  | Bernarda Fruk     | Ivana Milković, Aleksandar Krištek, Milijan Ivezić, Tomislav Hrpka, Inge Privora, Alan Čubrilo, Ivan Kovač, Nenad Antolović i Ivana Mišetić | 5. oktobar 2011  |
| Larina majka je objasnila Ivici da Lara nije onakva kakva mu se čini. Sa druge strane, svi su krenuli u poslednje spremanje za prijem u "Globustransu". Marijana, Igor i Tom su se spremili, iako Igoru nije baš bilo drago što je Marijanina pratnja Tom. Jure u početku nije hteo da ide zbog Karoline, ali ga je Ivica ubedio da ide i rekao mu da će on paziti na nju. Ni Petra u početku nije htela da ide, ali se posle predomislila. Mirna je u poslednji čas nagovorila Bornu da povedu i Tinu sa sobom, a Marinko je otkrio na vratima kafića da i Luka ide na prijem, a Nada to nije htela odmah da mu kaže jer je htela da ga iznenadi. Na prijem su došli i Franjo, Dunja i Angelina. Dok je Igor ponovo muvao Eleonoru, Tina je izazivala Bornu, a Angelina je ljubomorno gledala u Dunju i Franja kako plešu. Trapavi Jure u jednom trenutku zamalo nije oborio Eleonori poslužavnik sa hranom iz ruku. Angelina je posle tužna otišla u kafić gde ju je Robi neuspešno tešio pa se vratila kući. U kafiću je Ivica video Laru sa drugim momkom. Tom je ispred zgrade pokušao da zavede Petru, ali je Luka izleteo i gurnuo ga na zemlju.Pojava Petre Novak. |                    |                |                   | |                  |
| 765 | 6                  | „Epizoda 5.6”  | Bernarda Fruk     | Ivana Milković, Aleksandar Krištek, Milijan Ivezić, Tomislav Hrpka, Inge Privora, Alan Čubrilo, Ivan Kovač, Nenad Antolović i Ivana Mišetić | 6. oktobar 2011  |
| Tom se poražen vratio na prijem, a Luka i Petra su otišli u njen stan gde je Luka krenuo da je poljubi, ali se suzdržao, a Petra ga je na jedvite jade ubedila da ostane i prespava na dvosedu. Kad je video Igora kako muva Eleonoru, Jure mu je fino stavio do znanja da su na poslovnom prijemu. Kad je video Mirnu da ćaska sa Igorom, Borna je besan namerno pozvao Tinu da odu u kola. Jure je krenuo da pleše sa Eleonorom, ali ju je slučajno zgazio. Ivica je ispričao Karolini šta je bilo u kafiću, a ona mu je savetovala da uzvrati Lari istom merom, ali je on to odbio uz obrazloženje da nije muška kurva. Petra je pustila neki tango na radio, a nju i Luku su samo vrata njene sobe delili. Iako su strasti bile jake, njih dvoje nisu smgli snage da otvore vrata. Marinko je posle prijema pronašao Eleonoru u suzama, a ona mu je objasnila da je čitala ljubavni roman. Borna i Tina su došli kod njega u stan gde ih je zamalo provalio Luka koji je ležao na dvosedu. Igor ne može da podnese Marijaninu i Tomovu buku po stanu. Posle susreta sa Bornom i Tinom, Luka se obukao i otišao. Igor je sutradan ponovo naleteo na Eleonoru u kafiću, a Juretu nije bilo drago što ih vidi. Tom je izvukao iz Luke priznanje da voli Petru.Pojava Petre Novak. |                    |                |                   | |                  |
| 766 | 7                  | „Epizoda 5.7”  | Mirna Miličić     | Ivana Milković, Aleksandar Krištek, Milijan Ivezić, Tomislav Hrpka, Inge Privora, Tea Drinovac, Ivan Kovač, Nenad Antolović i Ivana Mišetić | 6. oktobar 2011  |
| Tom je bio zadovoljan sovjim uspehom što je izvukao priznanje od Luke da volie Petru, a po Marinkovom dolasku je napustio prostoriju posle čega je Marinko popoi sa Lukom pivo da smiri sina. Između Borna i Jakova je izbila svađa jer mu je Borna otvoreno rekao da smanji malo doživljaj sa Matetom zbog štampe jer će svi đuture propasti ako se otkrije da je Maate peder. Jure je počeo pritiska Igora na poslu jer van njega provodi vreme sa Eleonorom. Dunja, Franjo i Angelina su otišli na ultrazvuk gde je otkriveno da Angelina nosi devojčicu. Juretu se dopala muzika koju je Mirna iskomponovala za Tininu novu pesmu. Borna je ponovo poklekao pred Tininim čarima. Posle Eleonorine izjeve da treba da se pazi da se ne izgubi neko do koga je nekom stalo i da nije mislila na nju, Nadi nije bilo jasno na koga je Eleonora mislila. Kad je Jure došao u vinariju i tamo zatekao Igora i Eleonoru, on je zapretio Igoru da bi mogao da dobije otkaz ako ne završi spise danas jer im već sutra trebaju što je dovelo do toga da se njih dvojica zamalo potuku i da mu Igor sam ponudi otkaz i otvoreno ga pita da li može da izvede Eleonoru na sastanak ako nije ljubomoran.Pojava Petre Novak i Jakova Barišića. |                    |                |                   | |                  |
| 767 | 8                  | „Epizoda 5.8”  | Mirna Miličić     | Ivana Milković, Aleksandar Krištek, Milijan Ivezić, Tomislav Hrpka, Inge Privora, Tea Drinovac, Ivan Kovač, Nenad Antolović i Ivana Mišetić | 7. oktobar 2011  |
| Posle Igorove opaske, Jure i on su se još žešće posvađali pred Eleonorom koja se izjasnila da od nje i Igora nema ništa, a posle je Nadi ispričala šta je bilo. Jure je dao do znanja Igoru da postoji zakon časti prema kome se nečije bivše, sadašnje i buduće supruge ne diraju. Tina je ponovo izazivala Bornu pred Mirnom, ali njih dvoje kao da su bili gluvi. Napetost između Mateta i Tine se i dalje nastavila. Karolina je pobesnela na služavku Ankicu jer joj nije ispeglala jednu bluzu. Angelini je izletelo da je dete koje nosi devojčica, a Franjo je primetio da se Dunja zbog toga razočarala jer je htela da to sami saznaju. Marinko je hteo da porazgovara sa Petrom, ali je naišla Angelina pa je morao da ustane i naruči joj kafu prilikom čega je na šanku primetio letke za časove plesa. Marinko je odlučio da nauči Luku kako se pleše da bi mogao dobro da se pokaže pred Petrom na plesu, a kad mu je Luka sa opštio da neće ići, Marinko ga je ubedio da ide. Igor se sastao sa Eleonorom u kafiću gde mu je ona ponovila da je ne zanima, a posle se vratio kući gde ga je dočekala omanja svađa sa Marijanom. Mate je sa Jakovom vežbao davanje izjave za štampu. Marijana je otišla na nekoliko dana na poslovni put. Mate i Tina su došli na gostovanje u jednu emisiju, a Mate je u prenosu uživo rekao da voli drugu.Pojava Petre Novak i Jakova Barišića. |                    |                |                   | |                  |
| 768 | 9                  | „Epizoda 5.9”  | Mirna Miličić     | Ivana Milković, Aleksandar Krištek, Milijan Ivezić, Tomislav Hrpka, Inge Privora, Tea Drinovac, Ivan Kovač, Nenad Antolović i Ivana Mišetić | 7. oktobar 2011  |
| Puna besa, Tina je u prenosu uživo pred celom publikom koja ga je gledala izjavila da je Mate peder. Borna i Jakov su ostali zapanjeni time − Jakov zbog nje, a Borna zbog toga što će odleteti u stečaj. Čak ni Mirna nije mogla da ga smiri. Petra je na času plesa neko vreme stajala sama jer nije imala sa kime da pleše, a onda se ubrzo pojavio Luka. Tom je od Nadinog konobara Robija saznao da je luka otišao na ples. Karolina i Jure su bili u poseti primarijusu Zvonku koji je njoj rekao da se oporavila i da ne mora više da dolazi na lečenje, ali da mora da pazi na sebe. I Ivica je na svom pregledu čuo dobre vesti − koleno mu se potpuno oporavilo, ali naredna dva meseca ne sme mnogo da ga napreže. Kad je Mate pozvao roditelje telefonom da ih pita da li su gledali prenos, od njih je dobio odgovor koji je i očekivao i koji ga je jako rastužio − oni ne žele da čuju za njega zbog toga što je peder. Dunja je porazgovarala sa Franjom u vezi Angeline jer joj je njeno ponašanje sve čudije i čudnije. Zbog izjava u emisiji, Matetovi spotovi i pesme su pale na 5. mesto, a Tininih više nema nigde. Dok su Mate i Jakov sedeli u kafiću, jedan momak za šankom ih je gledao pa je Mate ustao i nasrnuo na njega flašom.Pojava Petre Novak i Jakova Barišića. |                    |                |                   | |                  |
| 769 | 10                 | „Epizoda 5.10” | Mirna Miličić     | Ivana Milković, Aleksandar Krištek, Milijan Ivezić, Tomislav Hrpka, Inge Privora, Tea Drinovac, Ivan Kovač, Nenad Antolović i Ivana Mišetić | 10. oktobar 2011 |
| Jakov i Robi su zaustavili Mateta da ne napravi rusvaj, a onda se ispostavilo da je čovek koji je gledao njega i Jakova obični kamiondžija kome uopšte ne smeta što je Mate peder. Tina je zvala i otkazala svadbu, a Jakov i Mate su doživeli hladan tuš kad im je pokazala naslovnu stranicu jednog časopisa na kojoj piše da je Mate peder i još im je ispričala da su neke kabadahije pretukle vlasnike jedne kafane samo zato što je puštao Matetove pesme. Dunja i Franjo su se posvađali oko boje kolica koje treba da kupe za dete, a jedna Dunjina nesmotrena izjava je pogodila Angelinu koja je prisluškivala njihov razgovor. Luka je odjurio u crkvu kad mu je Tom rekao da su ga zvali u vezi oca Julijana. Kad je tamo stigao, otac Julijan je ležao u postelji i saopštio mu je da želi da on bude novi župnik. Mate je doneo odluku da ne nastupi na koncertu na kom je trebalo da peva sa Tinom. I dok je Jakov pokušavao da ga odvrati od te odluke, Tina je likovala nad time. Borna je od nje saznao da Mate neće nastupati. Luka je pobesneo na Toma zbog toga što nije zvao Petru kad su ga iz crkve zvali zbog oca Julijana. Angelinino ponnašanje postaje sve čudnije i čudnije. Luka je saopštio Petri da su mu ponudili mesto novog župnika i da će ga prihvatiti, a najhladniji tuš za nju je usledio kad joj je rekao da više ne mogu da budu prijatelji.Pojava Petre Novak i Jakova Barišića. |                    |                |                   | |                  |
| 770 | 11                 | „Epizoda 5.11” | Mirna Miličić     | Ivana Milković, Aleksandar Krištek, Milijan Ivezić, Tomislav Hrpka, Inge Privora, Tea Drinovac, Ivan Kovač, Nenad Antolović i Ivana Mišetić | 10. oktobar 2011 |
| Luka je ostao pri svojoj odluci kojom je rastužio Petru koju je Tom posle ponovo pokušao da smuva, ali mu nije uspelo. Tina se sprema za koncert bez Mateta. Mate je odlučio da se prijavi na biro rada, a Jakov je odlučio da mu preko nekog svog prijatelja pronađe posao. Marijana se vratila sa puta, a peripetije među njom i Igorom su se nastavile. Tom je ponovo isprozivao Luku zbog čega su se zamalo potukli, ali je Marinko brzo uleteo, razdvojioh ih i poslao na sprat. Tina, Borna, Mirna, Jakov i Mate su otišli u klub u kom Tina treba da nastupi, ali je Borni javljeno da je klavijaturista imao srčani udar pa je Borna nagovorio Mirnu da srvira na klavijaturama mesto njega. Mate se u klubu predomislio i odlučio da nastupi zajedno sa Tinom. Marijana je konačno poklekla pred Igorovim čarima, međutim, ishod nije bio onakav kakvom se Igor nadao, ali kada je to shvatio, već je bilo kasno. Posle uspešnog koncerta, Borna i Mirna su otišli da proslave sve, Tina kući, a Jakov i Mate su ostali u klubu. Mate je u kupatilu kluba naleteo na neke tri kabadahije koji su krenuli da ga šikaniraju, a onda je Jakov uleteo unutra i krenuo da se bije sa njima dok je Mate dobio pesnicu u nos.Pojava Petre Novak i Jakova Barišića. |                    |                |                   | |                  |
| 771 | 12                 | „Epizoda 5.12” | Mladen Đukić      | Ivana Milković, Aleksandar Krištek, Milijan Ivezić, Tomislav Hrpka, Inge Privora, Tea Drinovac, Ivan Kovač, Nenad Antolović i Ivana Mišetić | 11. oktobar 2011 |
| Borna, Tina, Mirna i Jakov su doveli Mateta kući, a Borna je odlučio da pred štampom prikaže da su napadači na Mateta bile neke obične kabadahije kako bi sve ispalo dobro za Matetovu karijaru što se nije svidelo Mirni. Tom je došao kući i počeo da se sprda sa Igorom kad ga je zatekao vezanog za vreću za boks. Ubrzo se vratila i Marijana pa ga je "oslobodila", a videlo se da joj je bilo žao zbog toga, međutim, Igor je bio ljut na nju. Eleonora se preselila u svoj stan, a Nada joj je pomogla oko raspremanja stvari i iskoristila je priliku da joj "predloži" da uzme Igora za podstanara. Novinari su zagradili prilaz Tinine kuće što je njoj godilo iako je htela da je opsedaju na drugi način. Igor je zapanjio Jureta izjavom da zbog Toma ni više neće ni mrtav ući u "Globustrans", a posle mu je objasnio šta mu je Tom uradio u hladnjači i kako ga je pretukao i ostavio u gaćama na livadi vinarije, međutim, Jure mu je odgovorio da zbog posle bude muško i stisne zube. Borna je ponovo potpao pod Tinine čari, a usled njihove predigre, na vrata stana je zazvonila Mirna, ali Borna je uspeo da reši sve. Marijana je zvala Igora dok je bio na poslu, ali on nije hteo da joj se javi. Tina je doživela još jedan hladan tuš kad je virila dok su se Mirna i Borna ljubili.Pojava Jakova Barišića. |                    |                |                   | |                  |
| 772 | 13                 | „Epizoda 5.13” | Mladen Đukić      | Ivana Milković, Aleksandar Krištek, Milijan Ivezić, Tomislav Hrpka, Inge Privora, Tea Drinovac, Ivan Kovač, Nenad Antolović i Ivana Mišetić | 11. oktobar 2011 |
| Tina je imala to "zadovoljstvo" da sluša Mirnu i Bornu dok su vodili ljubav, a po Mirninom odlasku je besna izletela iz kuhinje i polila Bornu čašom vode. Kod Jakova i Mateta je bio inspektor Brzić koji je od njih uzeo izjave u vezi tuče u klubu. Marijana je došla kod Igora da mu se izvini, ali on nije hteo to da prihvati jer ga je ponizila kao niko. Nada je poslala Marinka u nabavku, a on je otišao sa Eleonorom u tržni centar jer je i ona išla tamo. Petra je sedela sa decom iz kluba u kafiću, a kad su deca od Luke čuli da će biti novi župnik, oni su ubedili Petru da preuzme klub umesto njega. Jure je ponovo pobesneo na Igora jer još uvek nije završio izveštaje. Mate je odlučio da posluša Bornin savet i pred javnošću se predstavi kao žrtva pa je zato dao izjavu novinarki koja ga je bila ucenjivala. Jure je zatekao Igora u kafiću, a Igor mu je sav radostan rekao da je našao novog prevoznika jeftinijeg za 5%. Inspektor Brzić je došao kod Jakova i Mateta i saopštio im da su pronašli počinioce napada i da su ta trojica maloletnici čiji su roditelji podneli prijavu protiv Jakova.Pojava Petre Novak i Jakova Barišića. |                    |                |                   | |                  |
| 773 | 14                 | „Epizoda 5.14” | Mladen Đukić      | Ivana Milković, Aleksandar Krištek, Milijan Ivezić, Tomislav Hrpka, Inge Privora, Tea Drinovac, Ivan Kovač, Nenad Antolović i Ivana Mišetić | 12. oktobar 2011 |
| Jakov i Mate su privedeni u policijsku ispostavu gde im je inspektor Brzić razjasnio sve u vezi napada i to da je jedan od trojice maloletnika zadobio ozbiljan potres mozga, a potom je pustio Jakova, a Mateta još malo zadržao. Igor i Jure su se sastali sa gospodinom Lukovićem, čovekom o kom je Igor pričao Juretu, a Jure je pristao da posljue sa njim. Luka je saopštio Nadi i Marinku da će prihvatiti položaj župnika u crkvi. Borna je došao kod Tine da razgovara sa Matetom i Jakovom, ali ni on ni ona nisu znali da su njih dvojica u policiji. Kada je od Nade čuo da će Luka biti novi župnik, Tom nije mogao, a da se ne sprda na račun sa tim. Jure je saopštio Marinku svoju odluku, a Marinko je besan pozvao Toma da porazgovaraju na spratu. Igoru je usledeo hladan tuš kad mu je Jure saopštio da je Marinku kao razlog svoje odluke za prekid saradnje naveo njega. Tom se besan vratio u stan gde je malo falilo da se on i Igor potuku da Marijana nije bila tu. Petra je od Marinka i Nade saznala da je Luka odlučio da postane župnik. Jure se sastao sa Marinkom i rekao mu da će morati da nabavi nove kamione ako želi da nastave saradnju. Mate je odlučio da ode iz Zagreba, a Jakov sa tom odlukom nije mogao da se pomiri. Tom je doveo Igora na sprat iznad kafića gde je već bio gospodin Vuković koga je Tom potom udario pepeljarom po glavi.Pojava Petre Novak i Jakova Barišića. |                    |                |                   | |                  |
| 774 | 15                 | „Epizoda 5.15” | Mladen Đukić      | Ivana Milković, Aleksandar Krištek, Milijan Ivezić, Tomislav Hrpka, Inge Privora, Tea Drinovac, Ivan Kovač, Nenad Antolović i Ivana Mišetić | 12. oktobar 2011 |
| Igor je zapretio Vukoviću da ne ulazi u posao sa vinarijom "Šarić", a posle je naterao Igora da pred Marinkom i Nadom izjavi da će vinarija "Šarić" ipak nastaviti saradnju sa "Globustransom". Franjo je pokazao Dunji igračku koju je spremio za buduću ćerku. Petra i Luka su porazgovarali o svom odnosu. Igor je ispričao Marijani šta je Tom uradio, ali mu ona nije verovala i još mu je rekla da ju je Tom zvao i rekao joj da će Igor pričati svašta. Angelina je pričala svojoj ćerki u trbuhu, ali nije znala da je Dunja posmatra. Nada je ponudila Eleonori svoju pomoć oko preseljenja, ali ona to nije htela da prihvati. Mirna je porazgovarala sa Eleonorom i saopštila joj da misli da je još prerano da se Ivica seli kod nje. Angelina je srela Petru i porazgovarala je sa njom u vezi njenog ljubavnog života. Igor je ispričao Juretu za Vukovića, međutim, za batine je rekao da ih je dobio od lihvara. Jure je porazgovarao sa Ivicom o Eleonorinom predlogu da se preseli kod nje, ali Ivica nije želeo ni da čuje za to. Marinko je bio kod Vukovića gde je shvatio šta je Tom uradio, a kasnije je pobesneo na Toma koji mu je odgovorio da bi ubio svakog ko bi Marinka hteo da iskoristi.Pojava Petre Novak. |                    |                |                   | |                  |
| 775 | 16                 | „Epizoda 5.16” | Mladen Đukić      | Ivana Milković, Aleksandar Krištek, Milijan Ivezić, Tomislav Hrpka, Inge Privora, Tea Drinovac, Ivan Kovač, Nenad Antolović i Ivana Mišetić | 13. oktobar 2011 |
| Marinko je javio kolegama na poslu da se posao sa Juretom nastavlja, a Tom je otkrio nadi da je "postao" zamenik direktora. Ivica je bio sa Larom i Pavaom u kafiću. Lara je otkrila Ivici da se sa onim momkom našla u kafiću samo da bi ga napravila ljubomornim što joj je i uspelo. Dunja je saopštila Franju da će odmah po rođenju deteta morati da ose odsele i pobrinu da Angelina nađe novi posao. Ivica je bio sa Laroma kod Eleonore na ručku. I dok je Marinka mučio Tomov postupak i moguća tužba Vukovića zbog čega je otišao kod Eleonore da porazgovaraju i gde je među njima možda počelo nešto da se dešava, Franja je mučila odluka u vezi budućeg deteta i Angeline pa je otišao kod Dunje u salon i našao je uplakanu, a ona mu je rekla da će ipak morati da po rođenju deteta nešto morati da učini. Ivica je poljubio Laru. Dunja i Franjo su se vratili kući i saopštili Angelini svoju odluku, a ona je prasnula na njih da su lažovi i da žele da je se reše. Tom je došao kod Petre da porazgovaraju o Luki i optužio ju je da ga zavodi, a onda ju je poljubio.Pojava Petre Novak. |                    |                |                   | |                  |
| 776 | 17                 | „Epizoda 5.17” | Milivoj Puhlovski | Ivana Milković, Aleksandar Krištek, Milijan Ivezić, Tomislav Hrpka, Inge Privora, Tea Drinovac, Ivan Kovač, Nenad Antolović i Ivana Mišetić | 13. oktobar 2011 |
| Tom i Petra su vodili ljubav, a onda je Tom otišao. Angelina je istrčala plačući iz stana, ali Dunja i Franjo nisu uspeli da je zaustave. Jure je zatekao Ivicu i Laru kako se ljube, a Lara se na odlasku našalila sa Ivicom da je nevin što je Jure čuo pa je odlučio da porazgovara sa sinom o "onim stvarima", a Ivica je iskoristio priliku da ga štrecne da iz ličnog iskustva zna sve o sifilisu i triperu. Franjo je izleteo iz stana da traži Angelinu koja je otišla u crkvu da se pomoli. Tom je isprozivao Luku u kafiću pa je ovaj nasrnuo na njega, ali ih je Marinko razdvojio. Karolina je od Juretove služavke Ankice saznala da Jure nije kući pa je odmah zaključila gde je. Jure je došao kod Eleonore da porazgovaraju o Ivicinom seksualnom žviotu. Franjo je bio kod Nade i raspitao se da li je Angelina bila tu. Luka je pozvao Petru telefonom, ali ona nije htela da mu se javi. Tom je doneo Marijani cveće. Angelina je lutala ulicama, a kasnije ju je Franjo pronašao na pragu nekih vrata kako sedi i drhti. Luka je došao Petri na vrata i molio da ga pusti unutra, međutim, kad je ona otvorila bilo je kasno jer je on otišao.Pojava Petre Novak. |                    |                |                   | |                  |
| 777 | 18                 | „Epizoda 5.18” | Milivoj Puhlovski | Ivana Milković, Aleksandar Krištek, Milijan Ivezić, Tomislav Hrpka, Inge Privora, Tea Drinovac, Ivan Kovač, Nenad Antolović i Ivana Mišetić | 14. oktobar 2011 |
| Luka se vratio u kafić i zahtevao da mu Tom kaže šta je uradio Petri da neće da ga pusti u stan. Franjo je pronašao Angelinu i vratio je kući, a on njegovih reči Dunji je delovalo kao da je ljut na nju zbog Angeline. Tina je savetovala Mateta da posluša Bornin savet i vrati se na pozornicu i da bude uz Jakova dok se ne završi stvar oko onih maloletnika. Ni Borna nije mogao da miruje jer već nekoliko dana na televiziji ne objavljuju ništa o Matetu. Jure je upoznao Karolinu sa svojim zastpunikom Davidom Hermanom. Ivica se sastao sa Larom u kafiću, ali se posle jedne njegove nesmotrene opaske među njima stvorio jaz. Angelina je od promrzlina dobila vatru, a Dunja je naterala Franja da je odvedu u bolnicu. Mirna je došla kod Tine da sa Bornom vidi kako je Mate, ali se ispostavilo da Borna još nije stigao. Tina je iskoristila priliku da porazgovara sa njom. Uskoro se pojavio Borna i doneo Matetu i Jakovu vaučer za boravak u velnes centru za dve osobe, ali ga je besni Mate zgužvao i bacio i zamalo pogodio Tinu. Franjo, Dunja i Angelina su se vratili iz bolnice pa je Franjo odmah na sebe preuzeo njenu negu. Petra je bila kod Luke, ali razgovor nije bio onakav kakav je on zamišljao. Dok je Dunja pazila na Angelinu u Franjovom odsustvu, Angelina je u buncanju rekla nešto što je Dunju zaprepastilo.Pojava Petre Novak i Jakova Barišića. |                    |                |                   | |                  |
| 778 | 19                 | „Epizoda 5.19” | Milivoj Puhlovski | Ivana Milković, Aleksandar Krištek, Milijan Ivezić, Tomislav Hrpka, Inge Privora, Tea Drinovac, Ivan Kovač, Nenad Antolović i Ivana Mišetić | 14. oktobar 2011 |
| Dunja je rekla Franju šta je Angelina izgovorila u snu, ali on je nije čuo. Karolina i Jure su razgovarali u vezi svadbe (gde, kad i kako treba da bude) pa je Karolina na kraju odlulčila da svadba bude za mesec dana. Borna je uzeo sebi i Mirni vaučer za dve osobe za tajlandsku masažu. Nada i Eleonora su pravile torte i usput razgovarale o odnosu muškaraca prema samostalnim ženeme. Franjo sve više vremena provodi sa Angelinom negujući je i lečeći zbog čega je Dunja postala ljubomorna. Kako Mate nigde ne izlazi, Jakov je odlučio da ga odnese u kafanu, međutim, nezgodno ga je podigao pa mu je zakačio povređeno rebro zbog čega se Mate na njega naljutio. Borna i Mirna su otišli u spa centar. Eleonora je dobila prvu zaradu od keteringa, ali je dobila hladan tuš kad je od mušterije saznala da ju je Jure preporučio. Mate je odlučio da sazove izjavu za štampu pa je zamolio Jakova da pozove svoje prijatelje novunare. Dok je Borna čekao masiranje, u prostoriju je ušla Tina i krenula da ga spopada, ali ju je Borna gurnuo i ostavio je da čuči u ćošku.Pojava Jakova Barišića. |                    |                |                   | |                  |
| 779 | 20                 | „Epizoda 5.20” | Milivoj Puhlovski | Ivana Milković, Aleksandar Krištek, Milijan Ivezić, Tomislav Hrpka, Inge Privora, Tea Drinovac, Ivan Kovač, Nenad Antolović i Ivana Mišetić | 17. oktobar 2011 |
| Radnica velnes centra je izbacila Tinu iz prostorije za masiranje. Angelini je bolje pa je Franjo preldožio da on i Dunja odu u zoološki vrt. Borna i Mirna su se vratili, a Borna je ostao zaprepašćen kad je saznao da će Mate dati izjavu za štampu pa je odlučio da prisustvuje tome. Igor se umoran vratio kući i tamo uputio jedan pogled Marijani koja je shvatila da nešto nije u redu. Sutradan se sastao sa Sarom i zamolio je da proveri Tomov dosije van Hrvatske ako ga nema u njoj. Jure je došao kod Eleonore da porazgovaraju o njenom poslu. Petra je došla u posetu Angelini pa se pred njom slomila od tuge. Ivica i Lara su otišli u kafić. Jure je u vinariji priznao Igoru da ima problema sa Eleonorom. Matetova izjava za štampu je krenula dobrim tokom, ali je preokret nastao kada je jedan od novinara potegao pitanje tuče Jakova i trojice maloletnika u klubu pa je Borna bio prinuđen da okonča izjavu. Kad je čuo da školskoj košarkaškoj ekipi treba novi plejmejker za utakmicu protiv Dvaneste gimnazije, Ivica je pokazao treneru šta zna pa je upao u ekipu. Angelina je savetovala Petru da zbog svog problema mora da se uzda u Boga i da će joj on dati sve što joj treba.Pojava Petre Novak i Jakova Barišića. |                    |                |                   | |                  |
| 780 | 21                 | „Epizoda 5.21” | Milivoj Puhlovski | Ivana Milković, Aleksandar Krištek, Milijan Ivezić, Tomislav Hrpka, Inge Privora, Tea Drinovac, Ivan Kovač, Nenad Antolović i Ivana Mišetić | 17. oktobar 2011 |
| Sara se sastala sa Igorom u kafiću i rekla mu da policija sumnja da je Tom ubio Berislava, ali joj trebaju opipljivi dokazi da bi se nešto preduzelo. Matetova izjava za štampu jer ispala toliko dobra da je vest o sednici Vlade otišla na sedmu stranu. Karolina i Jure su se sastali sa Eleonorom, a Karolina joj je iznela svoj predlog da radi izbor hrane za njihovu svadbu. Matetova izjava za štampu je urodila plodom pa Bornu zovu vlasnici raznih klubova koji žele da Mate nastupa kod njih. Jakov se sastao sa Franjom koji mu je ispričao šta je bilo sa Angelinom i kako se Dunja jako zabrinula. Karolina se sastala sa Hermanom i od njega tražila podatke o Juretu koje samo njegov zastupnik zna čime je počela još jedna njena spletka. Kako bi sakupio dokaze protiv Toma, Igor je počeo da prati i njega i Marijanu, a tokom jednog praćenja su ga zamalo otkrili jer je pas neke prolaznice počeo da laje na njega, ali je on uspeo da se sakrije. Na vratima Tinine kuće se pojavio Milo LJubić − Matetov brat. Jakov je otvoreno pitao Dunju da li je ljubomorna na Angelinu. Tom je provalio Igora, ali nije uradio ništa već mu je samo bezobrazno namignuo i otišao sa Marijanom. Igor je krenuo za njima, ali je zakačio jednu crevo koje je pokrenulo prskalice i svog ga okupalo.Pojava Jakova Barišića. |                    |                |                   | |                  |
| 781 | 22                 | „Epizoda 5.22” | Bernarda Fruk     | Aleksandar Krištek, Milijan Ivezić, Tomislav Hrpka, Tea Drinovac, Ivan Kovač, Nenad Antolović i Ivana Mišetić                               | 18. oktobar 2011 |
| Igor se vratio kući sav mokar, a onda se izdrao na Marijanu kad ga je pitala šta je bilo. Ivica je od Eleonore saznao da se Jure i Karolina venčavaju za mesec dana pa je postao malo bezobrazan. Milova poseta je počela loše jer je bio grub prema Tini, Borni i Mirni, a sa Jakovom se zamalo potukao kad je došao, ali se ubrzo smirio. Mate je doneo odluku da se vrati kući, ali su Borna i Milo bili protiv toga − Borna je je Mate i dalje pod ugovorom za njega, a Milo jer je bolje da se vrati kad se stvari slegnu. Karolina se sastala sa Hermanom i dala mu do znanja da posle onog poljupca među njima neće biti ničeg. Igoru i Marijani je procureo frižider, ali su uspeli sve da srede, a Igor joj je posle rekao da je Antun zvao i rekao mu da je upoznao novu devojku. Kada se Tom vratio, Marijana je saznala da ih je Igor pratio kad su bili u restoranu pa mu je jasno stavila do znanja da će se iseliti sa Tomom.Pojava Jakova Barišića. |                    |                |                   | |                  |
| 782 | 23                 | „Epizoda 5.23” | Bernarda Fruk     | Aleksandar Krištek, Milijan Ivezić, Tomislav Hrpka, Tea Drinovac, Ivan Kovač, Nenad Antolović i Ivana Mišetić                               | 18. oktobar 2011 |
| Sara se sastala sa Igorom u kafiću i rekla mu da policija sumnja da je Tom ubio Berislava, ali joj trebaju opipljivi dokazi da bi se nešto preduzelo. Marijana i Tom su se preselili privremeno kod Nade dok ne nađu svoj stan, a Igor je od muke izudarao vreću za boks koju je ostavila. Milo se i dalje ponaša malo bezobrazno prema Tini i Matetu. Jure je morao da ode na poslovni put i rekao je Karolini da se vraća za nekoliko dana. Ivica i Lara su se posvađali jer on misli da se ona ponaša malo droljasto. Pošto je pogrešno shvatio Tininu gestikulaciju, Milo je navalio na nju zbog čega je ona pobegla na sprat kuće. Kada je pronašla pištolj na kauču, Nada se naljutila na Marijanu i rekla joj da pospremi svoje stvari. Ivica i njegova ekipa imaju utakmicu. Herman je došao kod Karoline, a onda su zajedno otšili u sobu kako bi se "bacili na posao", ali je taman kad su počeli Eleonora zakucala na vrata |                    |                |                   | |                  |
| 783 | 24                 | „Epizoda 5.24” | Bernarda Fruk     | Aleksandar Krištek, Milijan Ivezić, Tomislav Hrpka, Tea Drinovac, Ivan Kovač, Nenad Antolović i Ivana Mišetić                               | 19. oktobar 2011 |
| Eleonora je donela Karolini kolače, a Karolina je uspela da je uveri da je sama kod kuće. Dok je utakmica trajala, Ivica je pao, ali je njegova ekipa pojela. Milo se izvinio Tini zbog onoga što je učinio. Luka je pronašao na krevetu jedno pismo. Marijana se vratila u stan da uzme stvari koje su joj ostale, a povratak nije mogao da prođe bez svađe. Herman i Karolina su potvrdili nastavak plana koji su smislili. Borna je zakazao Matetu branjenje prava pedera pred novinarima, a Tini je rekao da se ne pojavljuje. Kad su otišli da proslave pobedu u kafić, Lara je počela da pravi Ivicu ljubomornim muvajući se oko Pavaa. Luka i Petra su se sastali jer su otkrili da su dobili pozive za skup u vezi kluba, ali je Petra odlučila da ne ide. Igor je došao u kafić i počeo da pije od muke, a onda su kraj njega prošli Tom i Marijana koji su sa Marinkom i Nadom krenuli u bioskop. Angelina je pokazala Franju slike deteta sa ultrazvuka, a ubrzo ih je videla i Dunja kad se vratila iz šetnje. Dok je Igor bio u kupatilu, Robi nije primetio da on nije otišao pa je zatvorio kafić sa njim unutra. Par trenutaka kasnije je Igor izašao iz kupatila, popio još jednu i pao u nesvest. Dok su bili u parku, Lara je namerno poljubila Pavaa pred Ivicom. Dok su Luka i Petra razgovarali u kafiću, iznenada ih je uplašio Igor koji je pijan oborio stolicu.Pojava Petre Novak i Jakova Barišića. |                    |                |                   | |                  |
| 784 | 25                 | „Epizoda 5.25” | Bernarda Fruk     | Aleksandar Krištek, Milijan Ivezić, Tomislav Hrpka, Tea Drinovac, Ivan Kovač, Nenad Antolović i Ivana Mišetić                               | 19. oktobar 2011 |
| Luka je ubedio Petru da ode, a onda je sam krenuo Igora da odnese kući, ali se susreo sa Marijanom, Marinkom, Nadom i Tomom koji su se vratili iz bioskopa. Svađa u parku je kuliminirala tučom Ivice i Pavaa zbog Lare pa ih je privela policija jer su u tuči zakačili kola jednog čoveka. Zbog svega toga, Jure je zabranio Ivici košarku i naredio mu da se preseli kod Eleonore u stan. Kada se sutradan probudio, Igor je u stanu uzatekao Luku, a kada je u njegovim rukama video Petrinu torbu, shvatio je da ih je u pijanom stanju prethodne noći video zajedno kod Nade zbog čega Luka nije imao izbora nego da mu pomogne da rastavi Marijanu i Toma. Igor je došao kod Marijane i ispričao joj i kakoga je Tom zaključaou hladnjači gde bi se smrzao da nije naišla Petra i da ga je on pretukao i ostavio u gaćama na sred livade i da je udario pikslom Vukovića i pretio i njemu i njegovoj deci, ali mu Marijana nije verovala. Tina je dala novac Milu za restoran i da se sa Matetom po završetku suđenja Jakovu vrati kući, međutim, kada su se ona, Borna, Jakov i Mate vratili sa suda, Tina je na stolu pronašla Milovo pismo i shvatila da je on uzeo novac i otišao.Pojava Petre Novak i Jakova Barišića. |                    |                |                   | |                  |
| 785 | 26                 | „Epizoda 5.26” | Bernarda Fruk     | Aleksandar Krištek, Milijan Ivezić, Tomislav Hrpka, Tea Drinovac, Ivan Kovač, Nenad Antolović i Ivana Mišetić                               | 20. oktobar 2011 |
| Jakov, Borna i Mate su poludeli na Tinu kad su saznali za novac koji je dala Milu, a njihovom besu je doprineo i podatak koji je Mate saznao od svojih roditelja kad ih je nazvao − sa restoranom nije bilo ništa nego je Milo dugovao novac jer se kockao. Luka je porazgovarao sa Marijanom i saznao je da ona traži bilo kakav stan za sebe i Toma. Kad je Marijana ponudila Nadi da ode sa njom maricom u prodavnicu, Marinko je jedva dočekao da nagovori Nadu da pristane. Marijanin i Nadin odlazak u prodavnicu je počeo ludo i nezaboravno. Angelina i Dunja su nagovorile Franja da ga ošišaju, a Angelina je po završenom poslu kad je ostala sama na kratko u salonu iskoristila priliku i uzela malo Franjovih dlaka od kose sa poda. Mate se spremio za odlazak kući da ispravi Milove gluposti. Luka je posetio oca Julijana. Kad je od Tine saznao koliko je dala novca Milu i da se Mate vratio kući, za Bornu je to bila kap koja je prelila čašu pa je podneo napustio "Adriatiku records" i saradnju sa Tinom. Kad je od Marijane saznala da je čovek kog je uhapsila alkoholičar, Nada se naljutila na nju i rekla joj da onda slobodno može i nju da hapsi. Igor je otkrio da na mobilnom telefonu ima diktafon. Petra je odlučila da ipak ide na skup, a u vozu je naletela na Luku. Dok je Franjo spavao, Angelina ga je poljubila, a njen poljubac je videla Dunja.Pojava Petre Novak i Jakova Barišića. |                    |                |                   | |                  |
| 786 | 27                 | „Epizoda 5.27” | Mirna Miličić     | Aleksandar Krištek, Milijan Ivezić, Tomislav Hrpka, Tea Drinovac, Ivan Kovač, Nenad Antolović i Ivana Mišetić                               | 20. oktobar 2011 |
| Dunja je uletela u stan i zahtevala od Angeline da joj objasni šta znači poljubac, a Angelina je da bi se izvukla odglumila da je dobila trudove pa je Franjo bio prinuđen da je odvede kod lekara. Voz kojim Luka i Petra putuju je izašao iz Zagreba. Marijana je saopštila Tomu da im je pornašla stan. Igor je počeo ludo da se zabavlja diktafonom na mobilnom. Nada je saopštila Tomu i Marinku da je pomogla Luki da napiše govor. Dok je voz stajao na jednom od stajališta, Luka je iznenada izleteo iz njega pojurivši jednu lopovku koja mu je ukrala torbu sa prenosnim računarom, a Petra je bila prinuđena da odjuri za njim. Igor je došao kod Toma i snimio diktafonom reči koje bi Tomu mogle da okončaju vezu sa Marijanom. Dok su se Luka i Petra vratili na prugu, voz im je pobegao. Marijana je došla u stan na Igorov poziv, a Igor joj je pružio moblini i rekao da samo pusti snimak koji je napravio. Luka i Petra su ostali prinuđeni da put nastave peške, a Luka je u jednom trenutku u daljini video kuću. Dok je Dunja razgovarala sa Angelinom, Angelina je u jednom trenutku prasnula na Dunju i zapretila joj da ode i ostavi nju i Franja ili će ubiti i sebe i dete. Kad je Tom došao u stan, Marijana mu je pustila snimak koji je Igor napravio, a Igor je u tom trenutku naručio sebi pivo i častio Robija jednim. Svađa sizmeđu Dunje i Angeline toliko kulminirala da je Angelina na Dunju potegla nož. Kad je video da je u bezizlaznom stanju, Tom je potegao pištolj na Marijanu. Luka i Petra su ušli u praznu kuću na koju su naišli da prenoće, ali su ih strasti pobedile.Pojava Petre Novak. |                    |                |                   | |                  |
| 787 | 28                 | „Epizoda 5.28” | Mirna Miličić     | Aleksandar Krištek, Milijan Ivezić, Tomislav Hrpka, Tea Drinovac, Ivan Kovač, Nenad Antolović i Ivana Mišetić                               | 21. oktobar 2011 |
| Luka i Petra su prešli crtu. Tom je silovao Marijanu. Karolina je predložila Juretu i Eleonori da zaposle Bornu, ali je Borna odbio i Eleonorin i Juretov predlog pa je Karolina morala sama da ga zaposli. Angelina je zapretila Dunji da će ubiti i sebe i dete ako ne ostavi Franja i ode. Marijana se potpuno promenila posle Tomovog silovanja. Borna je u svojoj poslovnici navalio na Tinu, ali je Karolina upala unutra. Ivica se preselio kod Eleonore koja je sa Mirnom raspremila njegove stvari. Marinko i Tom su se ponovo posvađali kad je Marinko saznao da su Tom i Marijana raskinuli. Luka i Petra su se vratili u Zagreb, a Luka joj je saopštio da je doneo odluku da napusti crkvu. Dok je ragovarala sa Sarom ispred policijske ispostave, iza Marijane se pojavio Tom.Pojava Petre Novak i Jakova Barišića. |                    |                |                   | |                  |
| 788 | 29                 | „Epizoda 5.29” | Mirna Miličić     | Aleksandar Krištek, Milijan Ivezić, Tomislav Hrpka, Tea Drinovac, Ivan Kovač, Nenad Antolović i Ivana Mišetić                               | 21. oktobar 2011 |
| Sara je umesto Marijane oterala Toma, a Tom je kad se vratio u kafić rekao Nadi da je on raskinuo sa Marijanom zbog Igora. Marinko je i dalje ljut na Toma. Karolina je izbacila Tinu iz poslovnice, a Borni dovela novu šeficu − svoju tajnicu Moniku. Ivica je iz inata ostavio Eleonorin patišpanj da zagori. Jure je posle toga izbacio napolje Laru i Pavaa koji su došli kod Ivice. Kad se vratio u crkvu, Luka je saznao da je otac Julijan umro. Igor je primetio da se Marijana vidno promenila. Angelina je zapretila Dunji da kaže Franju da ga je prevarila i da ode ili će ubiti i sebe i dete, a Dunja nije imala izbora nego da učini kako joj je naređeno. Dunja je otišla u salon. Zbog Ivicine smicalice, Eleonori je u stanu izbio kratak spoj.Pojava Petre Novak. |                    |                |                   | |                  |
| 789 | 30                 | „Epizoda 5.30” | Mirna Miličić     | Aleksandar Krištek, Milijan Ivezić, Tomislav Hrpka, Tea Drinovac, Ivan Kovač, Nenad Antolović i Ivana Mišetić                               | 24. oktobar 2011 |
| Jure je uz sveće pokušao da poljubi Eleonru, ali ga je ona odbila jer treba da se ženi Karolinom. Franjo i Angelina su počeli da provode vreme bez Dunje. Igor pokušava da shvati šta se događa sa Marijanom, ali ne uspeva. Jakov je došao kod Dunje u salon i ostao zaprepašćen kada mu je Dunja rekla da je prevarila Franja i da ga je ostavila. Igor je došao kod Nade po Marijanine stvari, a ni taj dolazak nije prošao bez prepucavanja sa Lukom i Tomom. Nada mu je donela Marijanine stvari i besno ga izbacila napolje. Herman se ponovo sastao sa Karolinom u vezi njihovog plana oko Jureta. Ivica se sve više inati Juretu i Eleonori. Jakov je otišao u "Zen kozmetiku" da porazgovara sa Franjom u vezi Dunje, međutim, Franjo je ostao pri svome da ne oprosti Dunji "prevaru". Na Marijanino zaprepašćenje, Tom se pojavio u stanu. Karolina je došla kod Eleonore na kratko, a onda su njih dve i Jure otišli u kafić gde je Karolina zatekla Franja kako pije i posavetovala ga odvede Dunju na večeru i sve reši. Nada i Petra su otišle na pomen ocu Julijanu koji je držao Luka, a iznenada im se pridružio i Tom. Kad je u kafiću Tom isprozivao Luku, Luka je nasrnuo na njega i rukama i nogama.Pojava Petre Novak i Jakova Barišića. |                    |                |                   | |                  |
| 790 | 31                 | „Epizoda 5.31” | Mirna Miličić     | Aleksandar Krištek, Milijan Ivezić, Tomislav Hrpka, Tea Drinovac, Ivan Kovač, Nenad Antolović i Ivana Mišetić                               | 24. oktobar 2011 |
| Nada i Robi su uspeli da razdvoje Luku I Toma. I dok je Luka besno izleteo iz kafića, Tom je rekao Nadi da ga je bez razloga napao. Karolina je isprobala venčanicu, ali nije dozvolila Juretu da je vidi. Franjo je pijan došao kući pa ga je Angelina smestila da spava, a ujutru mu je rekla da nije bilo ništa. Dunja je provela prvu noć u salonu, a onda ju je Jakov doveo kod Tine i sebe da tamo bude neko vreme dok ne reši sve sa Franjom. Luka je došao kod Petre i pitao je da li je posle njihovog poljupca spavala sa Tomom, ali mu ona nije odgovorila ništa. Kako je Marijanino ponašanje počelo još više da ga brine, Igor je razgovarao sa Sarom pa je ona došla kod Marijane da porazgovaraju. Iz razgovora sa njom, Sara je shvatila da je Tom Marijanu silovao.Pojava Petre Novak i Jakova Barišića. |                    |                |                   | |                  |
| 791 | 32                 | „Epizoda 5.32” | Mladen Đukić      | Aleksandar Krištek, Milijan Ivezić, Tomislav Hrpka, Tea Drinovac, Ivan Kovač, Nenad Antolović i Ivana Mišetić                               | 25. oktobar 2011 |
| Marijana se potpuno slomila pred Sarom što je za nju bila potvrda da ju je Tom stvarno silovao. Luka i Petra su se posvađali pa ga je Petra izbacila iz stana. Kada mu je Tina saopštila ko će joj biti novi upravnik, Jakov nije bio zadovoljan njenim izborom. Borna je pozvao Franja hitno u "Zen", a posle se požalio Mirni kad je došla da mu i nije baš lako na poslu koji mu je Karolina dala. Dunja je došla po ostale stvari do stana, a ni taj kratki boravak nije prošao bez svađe sa Angelinom. Na očigled celog kafića i Igorove oči, Sara je uhapsila Toma. Igor je tim povodom izjavio da će ako treba svedočiti protiv njega i u vezi hladnjače i u vezi Vukovića. Borna je došao kod Tine i izneo joj ponudu kojom bi joj pomogao da oživi svoju karijeru bez Mateta, međutim, Tini ta ponuda nije odgovarala. Igor se vratio kući i saopštio Marijani da je Tom uhapšen. Robi je saopštio Marinku i Nadi da je Tom uhapšen. Marijana je razgovarala sa pritvorenim Tomom, a da nije bilo Sare tuča bi izbila između njih dvoje. Tom je pušten iz pritvora, ali Marinku nije otkrio što je uopšte bio uhapšen. Franjo i Dunja su se poljubili, a njihov poljubac je prekinuo dolazak Ruže i Dalibora.Pojava Petre Novak i Jakova Barišića. |                    |                |                   | |                  |
| 792 | 33                 | „Epizoda 5.33” | Mladen Đukić      | Aleksandar Krištek, Milijan Ivezić, Tomislav Hrpka, Tea Drinovac, Ivan Kovač, Nenad Antolović i Ivana Mišetić                               | 25. oktobar 2011 |
| Ruža je objasnila Franju da Daliboru nije baš najbolje i da su došlo u Zagreb jer tamo ima najboljih lekara, a Jakov i Franjo su sprečili Angelinu da ne otkrije šta je sa Dunjom. Tom je došao u vinariju i raspitao se kod Jureta da li je Igor tu. Kad se vratio kod Tine, Jakov je preneo da su Ruža i Dalibor došli i zbog čega. Karolina je dala Borni do znanja da je kraj njegovog radnog vremena kad ona kaže, a Borni je sem Mirne došao i upravnik Dule kako bi porazgovarali o Tini. Kad je došao u vinariju, Igor se zaprepastio kad je ugledao Toma kako ga cilja lovačkom puškom. Jakov je iskoristio Daliborov i Ružin boravak da vrati Dunju kod Franja i Angeline. Dule je pozvao Tinu u vezi nastupa, a ona je kad je došla shvatila da taj nastup nije onakav kakav je mislila. Eleonora je zatekla Ivicu i Laru kako gledaju porniće. Tina je uvidela da joj karijera bez Mateta propada. Marijana je probudila Igora, a on je shvatio da je Tom sa puškom bio samo san. Mirna je zamalo naletela na Bornu u nezgodnom položaju sa Tinom.Pojava Petre Novak i Jakova Barišića. |                    |                |                   | |                  |
| 793 | 34                 | „Epizoda 5.34” | Mladen Đukić      | Aleksandar Krištek, Milijan Ivezić, Tomislav Hrpka, Tea Drinovac, Ivan Kovač, Nenad Antolović i Ivana Mišetić                               | 26. oktobar 2011 |
| Kako je Mirna pitala odakle prsten kod Borne, Borna ju je u trenutku zaprosio kako ne bi ništa posumnjala, a Tina je ljubomorno otišla, ali se posle vratila i zapretila Borni da će reći Mirni čiji je prsten u stvari ako joj ga ne vrati. Angelina, Dunja i Franjo su na jedvite jade odglumili pred Daliborom i Ružom da je sve u redu dok oni nisu krenuli nazad kući. Jure se zaprepastio kad je od Mirne saznao da ju je Borna zaprosio. Karolina je došla na korak od ostvarivanja svog i Hermanovog plana. Ivicin razredni je pozvao Eleonoru i Jureta na razgovor, a Jureta samo što šlog nije strefio kada je u dnevniku video četiri jedinice svog sina. Posle razgovora sa Tinom, Mirna se preselila kod Borne. Kad se vratio kući, Franjo je čuo Angelinine reči upućene Dunji i shvatio je o čemu se u stvari radi.Pojava Petre Novak i Jakova Barišića. |                    |                |                   | |                  |
| 794 | 35                 | „Epizoda 5.35” | Mladen Đukić      | Aleksandar Krištek, Milijan Ivezić, Tomislav Hrpka, Tea Drinovac, Ivan Kovač, Nenad Antolović i Ivana Mišetić                               | 26. oktobar 2011 |
| Kad je čuo sve, Franjo je neposredno posle Dunje otišao u salon gde mu je ona priznala da je sve istina i ubedila ga da glumi pred Angelinom, a on je na jedvite jade uspeo da se suzdrži dok su se ljubili. Nada se naljutila kad joj je Luka rekao da se ne kaje zbog tuče sa Tomom. Borna, Mirna i Petra su otšili kod Tine i Jakova na žurku, a ne nju je došao i Dule. Igor je otvoreno pitao Marijanu da mu objasni šta se to sa njom događa, međutim, od nje nije dobio odgovor. Jure je predložio Eleonori da odvede Ivicu u lov kako bi mu pomogao da popravi ocene. U lov su pošli i Herman, Marinko, Tom i Luka, ali i Igor koji je na svoje nezadovoljstvo morao da deli kola sa njima. Kad ga je Tina ponovo izazvala na žurci, Borna se izdrao za šta je ona jedino dobra i time otkrio da je spavao sa njom pred Mirnom.Pojava Petre Novak i Jakova Barišića. |                    |                |                   | |                  |
| 795 | 36                 | „Epizoda 5.36” | Mladen Đukić      | Aleksandar Krištek, Milijan Ivezić, Tomislav Hrpka, Tea Drinovac, Ivan Kovač, Nenad Antolović i Ivana Mišetić                               | 27. oktobar 2011 |
| I Tina i Borna su dobili šamar od Mirne koja je besno otišla iz kuće, a Petra je posavetovala Bornu da odmah ode za njom što je on i učinio. Kad je Jure podeliio zadatke, on, Herman, Marinko i Tom su krenuli u lov, Ivica je ostao da manjom puškom gađa oko konaka, a Luka i Igor su dobili zadatak da vode pse. Igor se zaprepastio tom Juretovom odlukom jer je time postao glineni golub Tomu. Marinko je otvorio četvore oči sa Tomom jer se boji da će pn ubiti Igora. Borna je došao kod Mirne da joj sve objasni, ali ona nije htela ni da čuje za njega. Na Ivicino iznenađenje, pred konakom se iznenada pojavila Lara koja je došla stopiranjem da bi mu pravila društvo. Igora je u toku lova obuzeoe bes pa je odlučio da jednom za svagda završi sa Tomom. Kad su Lara i Ivica prevarili lovca koji je bio sa njima i otrčali sa puškom i streljivom, Igor je sa psom izbio pred konak, a onda je usledio nemili događaj kad mu se pas otrgao i pojeo meso koje je bilo predviđeno za čobanac. Kad joj je služavka Ankica rekla da je Borna ponovo zvao, Mirna je pristala da ga primi i da porazgovaraju. Dok su se Ivica i Lara muvali na travi, Lara je uzela pušku i opalila ka nekom žbunju pa je slučajno pogodila Igora. Tom je priznao Marinku da je silovao Marijanu. Dok je razgovarala sa Bornom, Mirna mu je pustila poklopac klavira po prstima. Stanje između Marinka i Toma je došlo do te mere da je Marinko potegao pušku na njega, a posle toga je usledilo guranje zbog kog je Tom završio u reci.Pojava Petre Novak i Jakova Barišića.                                                                   |                    |                |                   | |                  |
| 796 | 37                 | „Epizoda 5.37” | Bernarda Fruk     | Aleksandar Krištek, Milijan Ivezić, Tomislav Hrpka, Tea Drinovac, Ivan Kovač, Nenad Antolović i Ivana Mišetić                               | 27. oktobar 2011 |
| Luka je dotrčao u pomoć Marinku čim je čuo šta je bilo, ali nije mogao ništa jer je reka odnela Toma, a Marinko je ostao da se di zapanjen zbog svega što se desilo. Ubrzo su se pojavili i Jure, Ivica, Lara i lovci, a Ivica je objasnio Juretu da je Lara slučajno upucala Igora u dupe i da nije ništa strašno. Mirna nije htela da se pomiri sa Bornom pa se Borna vratio kući i priznao Petri šta je bilo. Igor se vratio kući gegajući se i rekao Marijani da je reka odnela Toma. Tina je htela da se izvini Jakovu, ali on nije hteo pa je došla kod Mirne, a Mirna joj je saopštila da je njihova saradnja gotova, a onda joj je Tina saopštila da je prsten koji joj je Borna dao u stvari njen od Lidije. Eleonora je došla kod Nade i Marinka da im pruži podršku čim je čula od Jureta šta je bilo u lovu. Mirna je rekla Karolini i Juretu da je raskinula sa Bornom. Tina je došla kod Borne, a njihova svađa se ponovo pretvorila u vođenje ljubavi. Marijana je počela da strahuje da se Tom ne pojavi od negde, ali Tom se pojavio nasukan na obali.Pojava Petre Novak i Jakova Barišića. |                    |                |                   | |                  |
| 797 | 38                 | „Epizoda 5.38” | Bernarda Fruk     | Aleksandar Krištek, Milijan Ivezić, Tomislav Hrpka, Tea Drinovac, Ivan Kovač, Nenad Antolović i Ivana Mišetić                               | 28. oktobar 2011 |
| Sara je posetila Marijanu. I dok je ona smatrala da je slučaj zaključen i da je Tom mrtav, Marijana je smatrala da to još nije tako jer telo nije nađeno. Karolina je besna došla kod Borne, a svađa sa Tinom i njim je naterala Petru da je izbaci napolje. Mirna je došla kod Eleonore koja joj je dala kolač jer šećer sve leči. Marinko je posetio Marijanu i saopštio joj je da zna šta joj je Tom uradio. Franjo je došao do Dunje u salon da porazgovaraju, međutim, bio je primoran da glumi dok je razgovarao sa Angelinom preko telefona kako ne bi ništa posumnjala. Eleonora je napa Jureta da se ponaša neodgovorno jer je od Mirne saznala šta je Lara uradila Igoru u lovu. Međutim, kad se u kafiću pojavio Borna, svađa između njega i Jureta je dovela do toga da Borna nabode Jureta u glavu i ode, a Marinko i Robi zadrže Jureta da ne ispadne još veći belaj. Igor je ponovo pokušao da poljubi Marijanu, ali ni taj pokušaj nije prošao onako kako je zamišljao. Dok su sedeli u stanu, Jure i Eleonora su se prepustili strastima.Pojava Petre Novak. |                    |                |                   | |                  |
| 798 | 39                 | „Epizoda 5.39” | Bernarda Fruk     | Aleksandar Krištek, Milijan Ivezić, Tomislav Hrpka, Tea Drinovac, Ivan Kovač, Nenad Antolović i Ivana Mišetić                               | 28. oktobar 2011 |
| Ivica je zatekao Jureta i Eleonoru u nezgodnom položaju, a Jure je posle otišao kući gde je u istom položaju zamalo zatekao Karolinu i Hermana. Franjo je počeo da glumi pred Angelinom da mu se nadražaj na Teslu sve više pojačava da bi imao pokriće da što više bude van stana. Karolina se uspaničila jer je Jure tražio od Hermana da mu pokaže papire u vezi poslovanja od prošle godine čime bi shvatio da ga je Karolina prevarila. Borna i Tina su se ponovo prepustili strastima u njenoj kući. Kad je Ivicin razredni pozvao Eleonoru, Ivica se prvi javio i rekao da Jure nije kod kuće, a onda je Lara preuzela vezu i glumila je da je Eleonora kako bi izvukla stvar, ali se onda pojavila Eleonora. Marinko se ispovedio Luki i priznao mu da je Tom ubio čoveka za čije je ubistvo on robijao u Kanadi i da se Berislav nije ubio već da je i njega Tom ubio. Angelina je na svoje razočarenje i žalost morala da izbaci Teslu da bi Franjo mogao da ostane sa njom, a Franjo je bio kod Dunje i ispričao joj da ga je Tesla ogrebao. Kad je od Eleonore saznao šta je bilo sa Ivicom, Jure je pošizeo zbog toga što će Ivica pasti razred. Kad je od Jureta saznala da će Ivica pasti godinu, Karolina je odmah smislila kako da se to spreči. Borna je ponovo došao kod Mirne i doneo joj stvari koje su joj ostale kod njega i izvinio se, ali oproštaj nije dobio. Kad ju je Franjo pronašao kako plače, Angelina mu je rekla da joj je Tesla pobega, a kad su ga tražeći ugledali na ulici, Angelina ga je pozvala, ali je on podleteo pod kola.                                                                       |                    |                |                   | |                  |
| 799 | 40                 | „Epizoda 5.40” | Bernarda Fruk     | Aleksandar Krištek, Milijan Ivezić, Tomislav Hrpka, Tea Drinovac, Ivan Kovač, Nenad Antolović i Ivana Mišetić                               | 31. oktobar 2011 |
| Franjo je uspeo da smiri Angelinu kad su se vratili kući. Posle svađe sa Petrom, Borna je otišao u "Zen" da zableji jer mu Karolina nije uzela ključeve kad mu je dala otkaz. Karolina je objasnila Mirni da nije Borna kriv nego Tina jer zna dobro da zavodi. Jure je pristao da Borna dođe na svadbu, ali da mu se ne obraća, a posle je pitao Igora da mu bude kum na šta je on pristao. Franjo je saopštio Dunji da je Tesla nastradao i da sad nema izgovor da odlazi iz stana, a Dunja ga je savetovala da bude sa Angelinom da ne bi ništa posumnjala. Luka i Marinko su se napili k'o letve, a Nada je pobesnela kad je otkrila šta je Marinko napravio od sebe. Kad je sitgao u "Zen", Borna je uhvatio Karolinu i Hermana na gomili. Na Petrinim vratima se pojavio pijani Luka koji je ubrzo zaspao na njenom dvosedu. Borna je ucenio Karolinu da ga snabdeva novcem kad god mu to bude trebalo ili će reći Juretu za njenu preljubu. Tom se probudio u groznici u skloništu nekog čoveka. Luka i Petra su se prvi put poljubili na javnom mestu.Pojava Petre Novak. |                    |                |                   | |                  |
| 800 | 41                 | „Epizoda 5.41” | Bernarda Fruk     | Aleksandar Krištek, Milijan Ivezić, Tomislav Hrpka, Tea Drinovac, Ivan Kovač, Nenad Antolović i Ivana Mišetić                               | 31. oktobar 2011 |
| Luka i Petra su odlučili da se više ne kriju ni pred kim. Marinko ne prestaje da pije. Kad mu je dobroćudni čovek rekao da je u snu dozivao oca, Tom mu je besno odgovorio da mu je otac mrtav. Igor je predložio Marijani da proslave Tomovu smrt, međutim, Marijana je i dalje ubeđena da je Tom živ, a onda je njihov razgovor ponovo došao do tačke svađe posle koje je Igor napustio stan. Nada se izbezumila kad je videla Marinka pijanog za šankom i zapretila Robiju da mu više ne daje da pije. Mirna i Borna su se sreli u kafiću, a onda je usledilo jedno žestoko prepucavanje. Marinko je došao kod Eleonre u goste. Kad je došla da pokupi neke spise iz vinarije za Jureta, Mirna je odlučila da popije malo vina sa Igorom, a onda je Mirna odlučila da Borni vrati ono što je zaslužio, a neko ih je u toku toga snimio mobilnim telefonom. Kad je došao u "Zen", Herman je pokazao Karolini ono što je snimio u vinariji. Marinko je spavao sa Eleonorom.Pojava Petre Novak. |                    |                |                   | |                  |
| 801 | 42                 | „Epizoda 5.42” | Milivoj Puhlovski | Aleksandar Krištek, Milijan Ivezić, Tomislav Hrpka, Tea Drinovac, Ivan Kovač, Nenad Antolović i Ivana Mišetić                               | 1. novembar 2011 |
| Marinko se posle vođenja ljubavi sa Eleonorom vratio kući i zatekao Nadu kako spava. Igor je vratio Mirnu kući gde su Jure i Karolina videli da je ona pijana. Igor i Marijana su se ponovo posvađali, ali je njihov odnos počeo da se polako smiruje. Franja i Dunju su taman što su prionuli na posao prekinuli Jakov i Tina pa su bili prinuđeni da glume svađu posle koje je Franjo otišao. Angelina se oduševila kad joj je Franjo doneo novu mačku. Ivica je posumnjao da se nešto dogodilo između Eleonore i Marinka. Tom je počeo polako da se oporavlja, a dobroćudnom čoveku je rekao da namerava da se osveti ocu. Marijana i Igor su se konačno pomirili.Pojava Jakova Barišića. |                    |                |                   | |                  |
| 802 | 43                 | „Epizoda 5.43” | Milivoj Puhlovski | Aleksandar Krištek, Milijan Ivezić, Tomislav Hrpka, Tea Drinovac, Ivan Kovač, Nenad Antolović i Ivana Mišetić                               | 1. novembar 2011 |
| Igor je odveo Marijanu u kafića da se malo opuste, ali je njoj bilo neprijatno, pogotovo kad se pojavio Marinko. Igor je tada odlučio da sazna šta joj je Tom uradio. Dunja je došla kod Karoline da joj pravi frizuru za udaju. Kako se Karolini frizura nešto nije sviđala, Mirna ju je savetovala da pita Jureta da li mu se sviđa i da je ostavi ako mu se sviđa. Borna se šaprtljavo spremao za svadbu pa je Petra odlučila da mu pomogne da izabere odelo kako treba, a on je posle otišao, a onda je iz sobe izašao Luka. Angelina je otkrila da se Franjo čuje sa Dunjom pa joj je on rekao da se dogovaraju oko razvoda, a kako bi odagnao sumnje, on je strasno poljubio Angelinu. Tom je u kolibi pronašao pištolj pa je krenuo u ubistveni pohod. Franjo je došao do Dunje u salon, a ubrzo je na vrata zakucala Angelina pa je Franjo bio prinuđen da se sakrije, a kad ju je Dunja pustila unutra, njih dve su se potukle prilikom čega je Dunja udarila glavom o lavabo i pala na pod. Trenutak kasnije je Franjo uleteo unutra iz svog skrovišta. Luka je saopštio Petri da je odlučio da kaže Marinku i Nadi da njih dvoje idu u Španiju. Eleonori i Marinku postaje neprijatno pred Nadom zbog preljube. Angelina se vratila kući sva slomljena, a kad su Dunja i Franjo došli, ona je od besa počela da baca stvari, a onda su joj iznenada krenuli trudovi. Luka je saopštio Marinku i Nadi da više neće biti sveštenik i da idu iz Hrvatske. Kad im je Marinko čestitao, na vratima kafića se pojavio Tom.Pojava Petre Novak.                                                                                            |                    |                |                   | |                  |
| 803 | 44                 | „Epizoda 5.44” | Milivoj Puhlovski | Aleksandar Krištek, Milijan Ivezić, Tomislav Hrpka, Tea Drinovac, Ivan Kovač, Nenad Antolović i Ivana Mišetić                               | 2. novembar 2011 |
| Marinko, Nada, Luka, Petra i Robi su ostali zaprepašćeni Tomovim povratkom, a jedino ga je Nada zagrlila. Luka i Petra su otišli, a Marinko je saopštio do znanja da su njih dvoje konačno srećni i da im to ne treba uskraćivati. Borna je dao Tini rok tri nedelje da napiše hit dok on sredi da ponovo bude u novinama. Igor se spremio za svadbu, a Marijana nije bila zadovoljna time što će morati da čisti nered koji je on napravio dok on igra na svadbi, ali je prihvatila njegov poziv da mu bude pratnja na svadbi. Dunja i Franjo su odjurili sa Angelinom u bolnicu gde im je lekar rekao da ne zna da li će dete biti dobro. Karolina je saopštila Borni da će uskoro saznati kakvu zvrčku sprema Juretu. Marinko je zapretio Tomu da ode iz Zagreba inače će prijaviti policiji Marijanino silovanje i Berislavovo ubistvo. Jure je krenuo u završne pripreme oko svadbe. Igor je razgovarao sa Mirnom prilikom čega je shvatio da će nekako morati da kaže Marijani šta je bilo među njima. Dunja i Franjo su ostali preplašeni jer je Angelina nestala iz bolnice. Tom se javio Marijani, a ona je prekinula vezu i saopštila Igoru da se Tom vratio. Angelina se popela na krov u nameri da se ubije.Pojava Petre Novak i Jakova Barišića. |                    |                |                   | |                  |
| 804 | 45                 | „Epizoda 5.45” | Milivoj Puhlovski | Aleksandar Krištek, Milijan Ivezić, Tomislav Hrpka, Tea Drinovac, Ivan Kovač, Nenad Antolović i Ivana Mišetić                               | 2. novembar 2011 |
| Franjo i Dunja su izleteli za Angelinom na krov kako bi je smirili, a ubrzo posle njih su izleteli i lekar i dve bolničarke, ali je Franjo bio prisiljen da ih otera nazad u bolnicu kako bi smirio Angelinu. Dok su se spremali za put, kod Luke i Petre je upao Tom i uzeo ih za taoce, a zatim je pozvao Marinka da dođe, a kada je i Nada htela da pođe, Marinko joj je naredio da ostane u kafiću. Karolina je zamolila Eleonoru da napravi malo sočnije kolače, a ova je iz inata napravila toliko sočne kolače da će kliziti iz ruku. Marijana je pristala da ide sa Igorom na svadbu, međutim, posle Sarine posete je odjurila da traži Toma. Ivica i Lara nisu prestajali da se krevelje po svadbi iako ih je Eleonora opomenula. Na Mirnino nezadovojlstvo, Borna se na svadbi pojavio u pratnji Tine. Sa njima je došao i Jakov. Kad su uspeli da spuste Angelinu sa krova, lekari su bili prinuđeni da je vežu za krevet. Matičar zamolio kumove (Igora i Mirnu) da se spreme, a onda je postavio isto pitanje Juretu i Karolini. Karolina je zapanjila sve zvanice svojim odgovorom − odbila je da se uda za Jureta.Pojava Petre Novak i Jakova Barišića. |                    |                |                   | |                  |
| 805 | 46                 | „Epizoda 5.46” | Milivoj Puhlovski | Aleksandar Krištek, Milijan Ivezić, Tomislav Hrpka, Tea Drinovac, Ivan Kovač, Nenad Antolović i Ivana Mišetić                               | 3. novembar 2011 |
| Jure je ostao zatečen Karolininim izlivom besa, a još veći potres po njega je nastao kada je na izlazu iz sale naleteo na novinare koji su krenuli da mu postavljaju pitanja zašto je bezobraznom prodajom sebi pribavio milion kuna. Borna je pokazao Mirni snimak njenog opštenja sa Igorom i dao joj ga uz obrazloženje da mu je i dalje stalo do nje. Ivica i Lara su zajedno pobegli. Kad su se vratili kući, po Jakova i Tinu je usledilo jedno veliko iznenađenje − Mate se vratio u Zagreb. Talačko stanje kod Petre u stanu je dostiglo vrhunac kada je Tom ucenio Marinka da bira koga će ostaviti u životu − Luku ili Petru. Kad se vratio kući, Jure je od Karoline saznao zbog čega mu je uradila sve ovo sa svadbom kao i to da je Mirna spavala sa Igorom. Kako nije imao šta više da izgubi i pun besa i ljutine, Jure je skinuo kaiš i zadavio Karolinu. Marijana se pojavila kod Petre u stanu, a Luka se oslobodio i nasrnuo na Toma. U toko borbe je Marijana zapucala i ubila Toma. Kad se vratila kući, Mirna je ostala potresena kada je pronašla Karolinin leš. Petra i Luka su srećni napustili Zagreb. Kad se vratio kod Nade, Marinko joj je priznao da je Tom ubio onog čoveka u Kanadi zbog čijeg je ubistva on robijao i da ju je prevario. Ljuta i povređena, Nada je spremila kofer i napustila Zagreb.Poslednja pojava Karoline Novak, Dunje Barišić, Franja Barišića, Borne Novaka, Igora Carevića, Angeline Kovač, Marijane Benčić, Tine Bauer, Jureta Šarića, Mirne Šarić, Antuna Benčića, Luke Laušića, Marinka Ružića, Nade Horvat, Petre Novak i Jakova Barišića.                                      |                    |                |                   | |                  |